# Антон Спасов
Антон Димитров Спасов е български футболист, нападател.

## Кариера
Възпитаник на казанлъшката школа в „Розова долина“. По най-популярната игра го запалва по-големия му брат Спас Спасов, който също е футболист. Антон започва да тренира футбол при треньора Кральо Орозов в „златния“ му отбор родени 1974/1975 година, когато „Розова долина“ достига до финалите на юношеското първенство. За кратко играе в „Етър“ и се връща в „Розова долина“. Нюхът към гола и ударът без подготовка правят впечатление и Спасов е привлечен в мъжкия състав на „розите“. Емисари от „Нефтохимик“ го харесват и го предлагат на „Черноморец“. След силен сезон при Тотко Дремсизов през лятото на 1997 той е привлечен в „Нефтохимик“ от наставника Димитър Димитров – Херо. През сезона 1997/1998 г. той става голмайстор на първенството със 17 гола. Има 5 мача и 1 гол в турнира за купата на УЕФА. За националния отбор е изиграл 2 мача. През 2005 г. става помощник на италианския треньор Клаудио Масели в Поморие. От 2009 г. до 2013 г. е треньор в детско-юношеската школа на Черноморец (Бургас). На 9 април 2013 г. е назначен за старши треньор на Нефтохимик (Бургас).

## Статистика по сезони
- „Етър“ – 1992/93 – А РФГ, 7/1
- „Розова долина“ – 1993/94 – Б РФГ, 21/6
- „Розова долина“ – 1994/95 – В РФГ, 25/11
- „Розова долина“ – 1995/96 – В РФГ, 27/7
- „Черноморец“ – 1996/97 – Б РФГ, 28/5
- „Нефтохимик“ – 1997/98 – А РФГ, 26/17
- „Нефтохимик“ – 1998/ес. - А РФГ, 8/2
- „Нефтохимик“ – 1999/пр. - А РФГ, контузен
- „Нефтохимик“ – 1999/ес. - А РФГ, 1/0
- „Нефтохимик“ – 2000/01 – А РФГ, 16/3
- „Нафтекс“ – 2001/02 – А РФГ, 14/3
- „Нафтекс“ – 2002/03 – А РФГ, 17/3
- „Нафтекс“ – 2003/04 – А РФГ, 11/2
- „Нефтохимик“ – 2009/10 – В РФГ, ?/4

## Успехи

### Индивидуални
- Голмайстор на А група (1): 1998 (17 гола)